# Abisara maya
Abisara maya är en fjärilsart som beskrevs av Bennett 1950. Abisara maya ingår i släktet Abisara och familjen Riodinidae. Inga underarter finns listade i Catalogue of Life.